# Cinéma de quartier
Cinéma de Quartier est une émission hebdomadaire de la chaîne Canal+, diffusée de 1990 à 2007, autour de films de genre rares, des séries B et, plus généralement, du cinéma populaire européen des années 1950 à 70, proposant principalement des péplums, des westerns spaghetti, des films d'horreurs de la Hammer Film Productions, des films de cape et d'épée et des films d'aventure. Elle a été présentée pendant 17 ans par Jean-Pierre Dionnet et était diffusée le mercredi matin à 9 heures dans les années 1990, puis le samedi matin dans les années 2000.
Jean-Pierre Dionnet est à l'origine de l'émission. Alors qu'il trouve dommage que La Dernière Séance sur FR3 soit centrée uniquement sur les films américains, il propose une émission similaire pour les films européens à Pierre Lescure et Alain de Greef, deux des fondateurs de Canal+, qu'il connaît bien pour avoir déjà travaillé avec eux dans l'émission Les enfants du rock sur Antenne 2. Lescure refuse dans un premier temps car l'attrait de Canal+ auprès des abonnés se situe dans la diffusion de films récents et en diffusant des films anciens, il a peur que cela brouille le message. Finalement, quelques années plus tard, Lescure recontacte Dionnet et lui donne son feu vert car Canal+ n'a à ce moment-là plus de problème de budget et est à la recherche perpétuelle de programmes originaux qui la distingue des autres chaînes.
L'émission se compose d'une introduction de 3 à 5 minutes par Jean-Pierre Dionnet devant un fond d'écran projetant des images du film dont il est question. Il donne des détails sur les origines du film, son réalisateur, ses acteurs, voire ses producteurs et remet le film dans son contexte. Le tout est entrecoupé d'extraits de scènes marquantes. Le film en question est ensuite diffusé dans son intégralité.
Elle est considérée comme une émission culte pour certains cinéphiles en proposant bon nombre de films rares jamais diffusés à la télévision française auparavant - ni depuis - dont certains étaient même considérés comme perdus. Certains films ont fait l'objet de recherches approfondies de la part des équipes de l'émission pour retrouver les pellicules ou les ayant-droits pour acquérir les droits. D'autres ont dû être restaurés pour être diffusables.
De nombreux réalisateurs se sont succédé aux commandes de cette émission comme Yannick Vallet, Loic Jugue ou Nathalie Moutoz.
Entre 1998 et 2002, une déclinaison de l'émission est proposée, Le Quartier Interdit, toujours sur Canal+, toujours animée par Jean-Pierre Dionnet, mais cette fois-ci, diffusée tard le soir, car consacrée au films d'horreur, gores ou simplement étranges et dérangeants.
Lorsque Cinéma de Quartier s'est arrêtée en décembre 2007, elle était l'émission la plus ancienne de Canal+ avec Ça Cartoon. Au total, environ 950 films ont été diffusés dans l'émission.
Le 8 juin 2023 sort Une histoire de Cinéma de quartier, un livre écrit par Sylvain Perret co-édité par Badlands éditions et Carlotta Films retraçant l'histoire de l'émission (et de Le Quartier Interdit) et proposant également la liste complète des films diffusés de 1990 à 2007.